# Планетарій імені Галілео Галілея
34°34′11″ пд. ш. 58°24′42″ зх. д. / 34.569722222222° пд. ш. 58.411666666667° зх. д.
Планетарій імені Галілео Галілея (ісп. Planetario Galileo Galilei) — розташований на перетині проспекту генерала Сарм'єнто і вулиці Белісаріо Рольдана, у парку Трес-де-Фебреро, в районі Палермо, Буенос-Айрес, Аргентина.
Його купол має діаметр 20 м. На ньому можна відтворити 8900 нерухомих зірок, сузір'їв і туманностей.
Відкрито у червні 1967 року, а 2011 року проведено реконструкцію.

## Історія

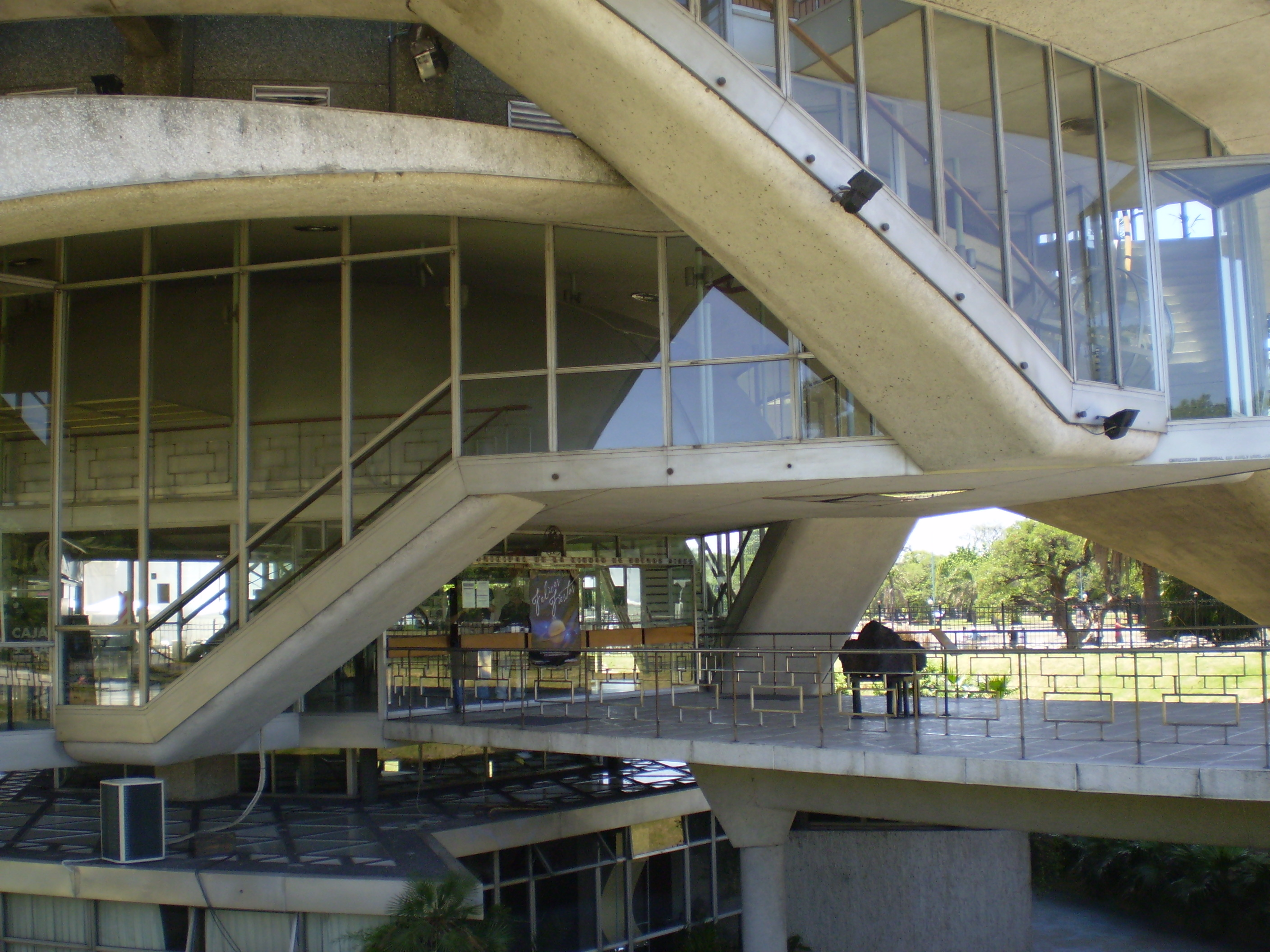
Вхід

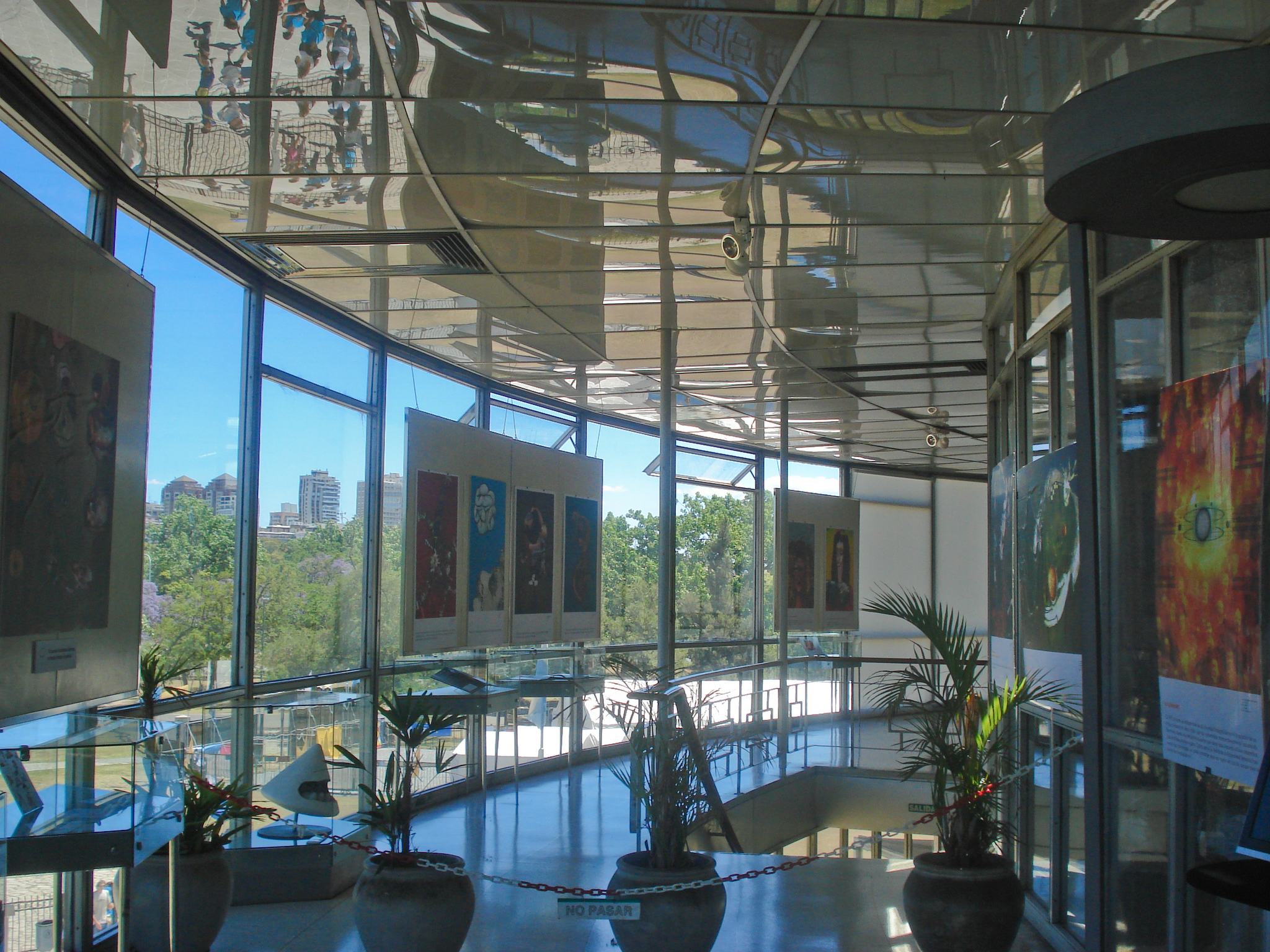
Інтер'єр

Ідея будівництва планетарію у Буенос-Айресі виникла в 1958 році за ініціативою радника Хосе Луїса Пєни і секретаря муніципалітету по культурі Альдо Коккі.
Будівництво Планетарію ім. Галілео Галілея почалося під керівництвом аргентинського архітектора Енріке Хана і Головного управління архітектури муніципалітету міста Буенос-Айрес 1962 року. Роботи було виконано Компанією Construcciones Civiles SA, тодішній мер Еухеніо Скеттіні (ісп. Eugenio Schettini) відкрив планетарій 20 грудня 1966 року.
Працювати планетарій почав 13 червня 1967 року. Перше шоу було організовано для учнів комерційної школи № 1 з міста Банфілд і студентів з Буенос-Айреса. Професор географії і математики Антоніо Корнехо показував їм небо над Буенос-Айресом, аргентинською Антарктидою і південним полюсом. Остаточне відкриття для широкої публіки відбулося 5 квітня 1968 року.
24 серпня 2023 року до дня незалежності України будівлю планетарію підсвітили у синьо-жовтих кольорах.

## Характеристики

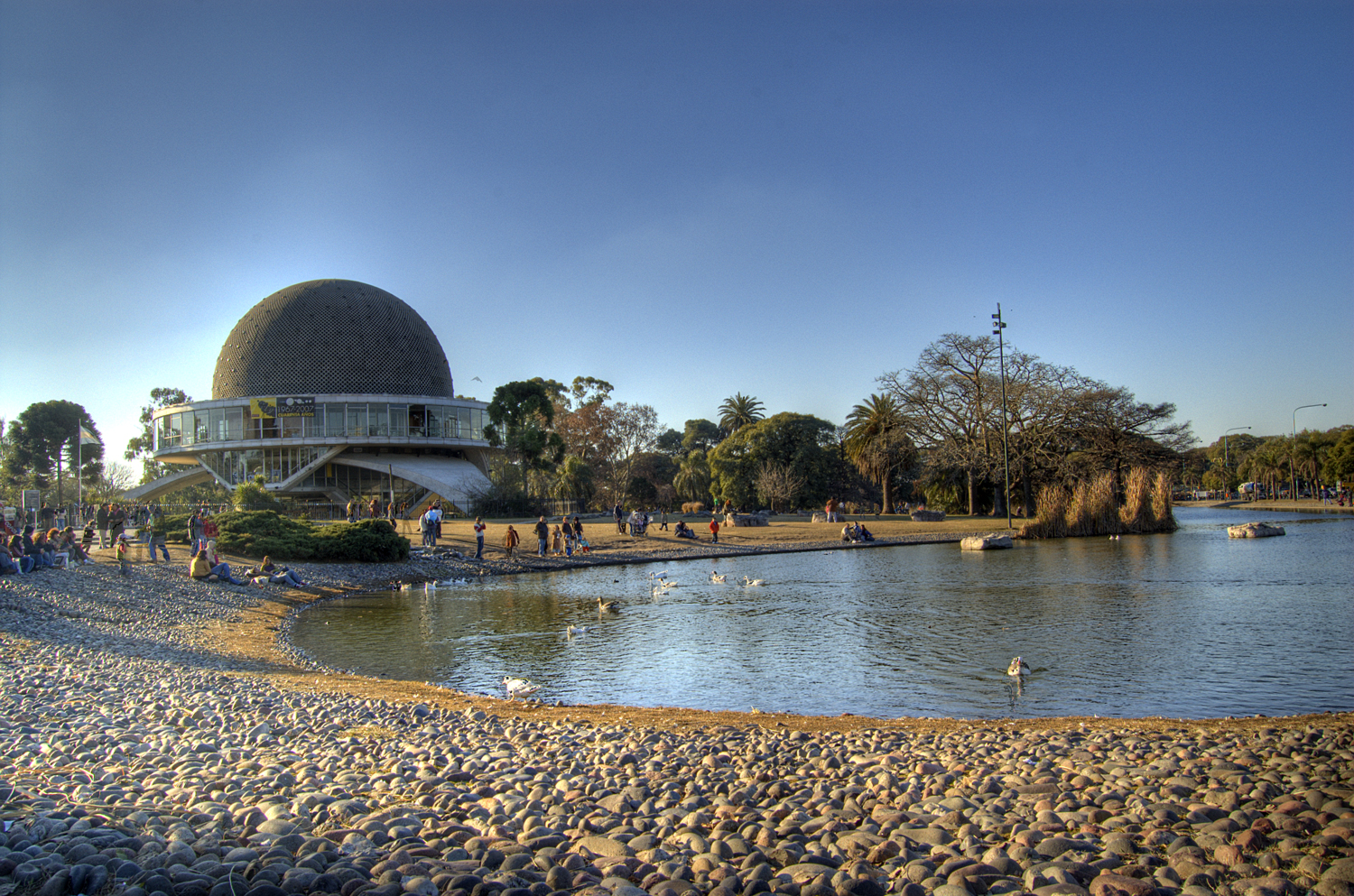
На березі озера

Будівля складається з п'яти поверхів з шістьма сходами, одні з яких — спіральні, а також круглої зали діаметром 20 м.
Його півсферичний купол має діаметр 20 м і покритий всередині алюмінієвим листом, який служить екраном. Сферу створено з 5300 взаємозв'язаних сталевих стержнів, алюмінію і дерева, зігнутого скла і U-подібної залізної основи, тобто, шести рівносторонніх трикутників, вершини яких обернені всередину сфери.
У музеї на першому поверсі виставлений місячний камінь, який був доставлений на Землю місією Аполлона-11. Це був подарунок від колишнього президента США Річарда Ніксона. На вході до Планетарію розташовані метеорити, такі як «La Perdida», знайдений в 1965 році в районі Кампо-дель-Сьєло, в провінції Чако.

## Реконструкція 2011 року

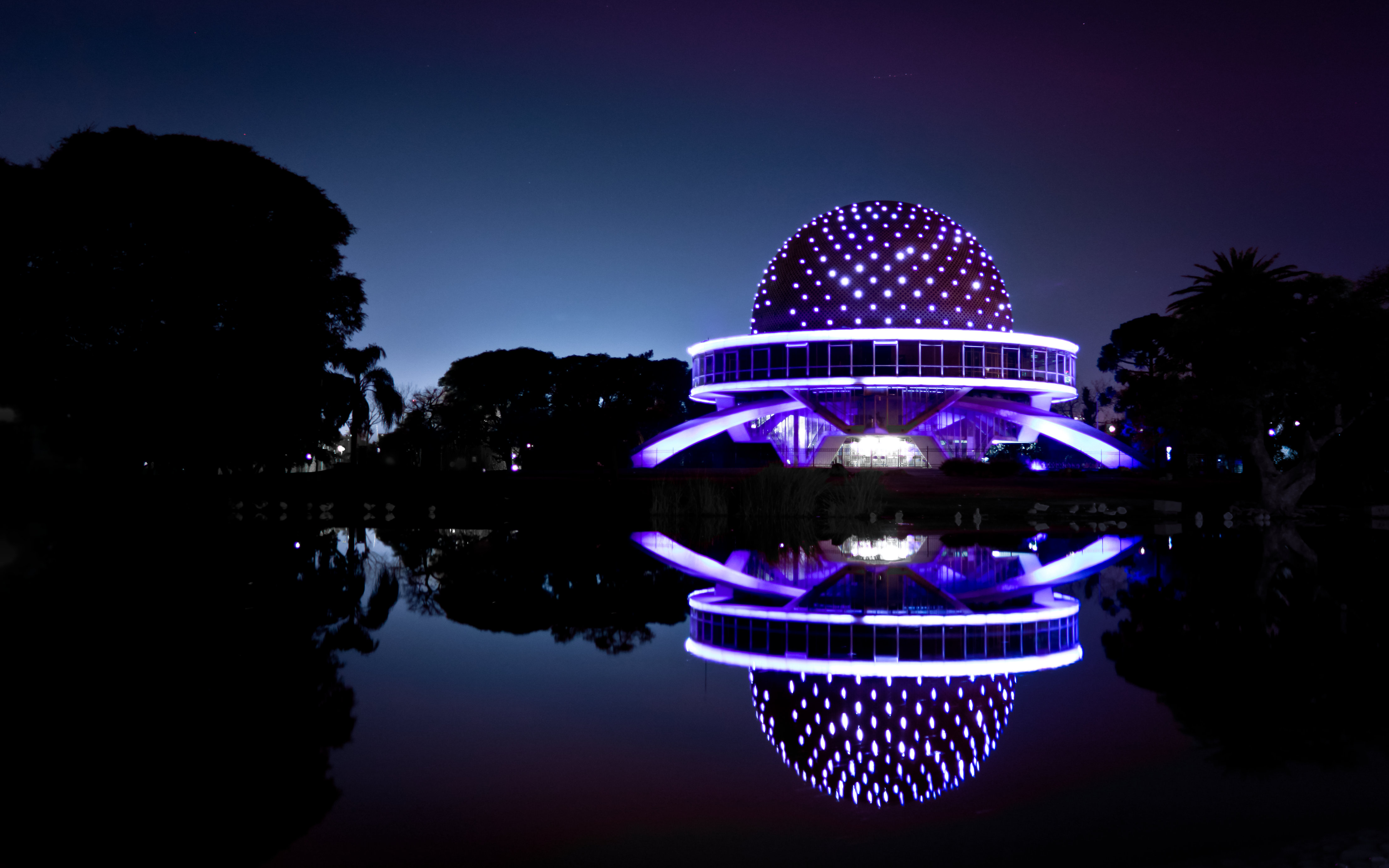
Планетарій ім. Галілео Галілея в районі Палермо

До 2011 року використовувався планетарний проектор Zeiss Mark V заввишки 5 м і масою 2,5 т. Він складався з циліндричної рами з незалежними проекторами для Місяця, Сонця і планет, видимих неозброєним оком, — Меркурія, Венери, Марса, Юпітера і Сатурна — і двох сфер на кінцях, що проектуються зірками. Система проекторів і лазерного устаткування, спрямована на цей купол, забезпечувала різноманітні види Всесвіту, з показом 8900 нерухомих зірок, сузір'їв і туманностей.
У 2011 році була проведена реконструкція в залі планетарію. Повторне відкриття відбулося в четвер, 15 грудня 2011 року.
Зміни, внесені протягом реконструкції:
- Встановлено проектор MEGASTAR II A, який показує зірки величиною до 11 °, тобто приблизно на мільйон зірок більше, ніж звичайні планетарії. Крім того, він проектує понад 140 туманностей, і Чумацький Шлях можна оцінити з реалізмом, якого раніше ніколи не можливо було досягти. Проектор є першим у світі, який використовує світлодіодні лампи, замінюючи попередні лампи, які споживали більше електрики.

- На знімках тепер є зображення з високою роздільною здатністю і функція DigitalSky II, яка є сучасною відеосистемою, що охоплює повне коло.

- Також додано новий зовнішній купол з екологічним освітленням і замінено 360 стандартних сидінь на 4D, які включаються дистанційним керуванням, яке дозволяє глядачам переживати різні відчуття під час роботи проекторів. Крім того, звукова система було модернізовано до цифрового 5.1.

## Галерея

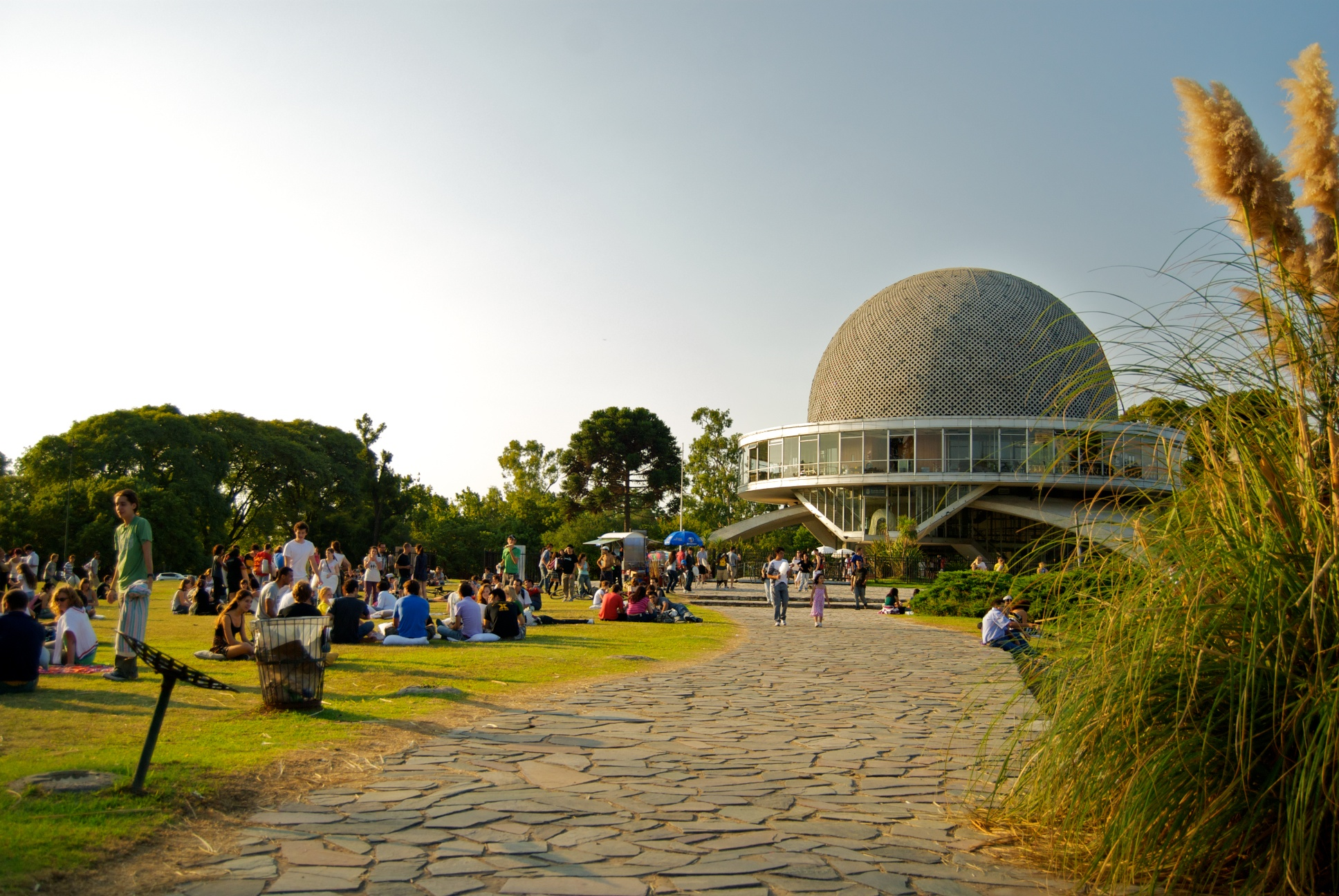
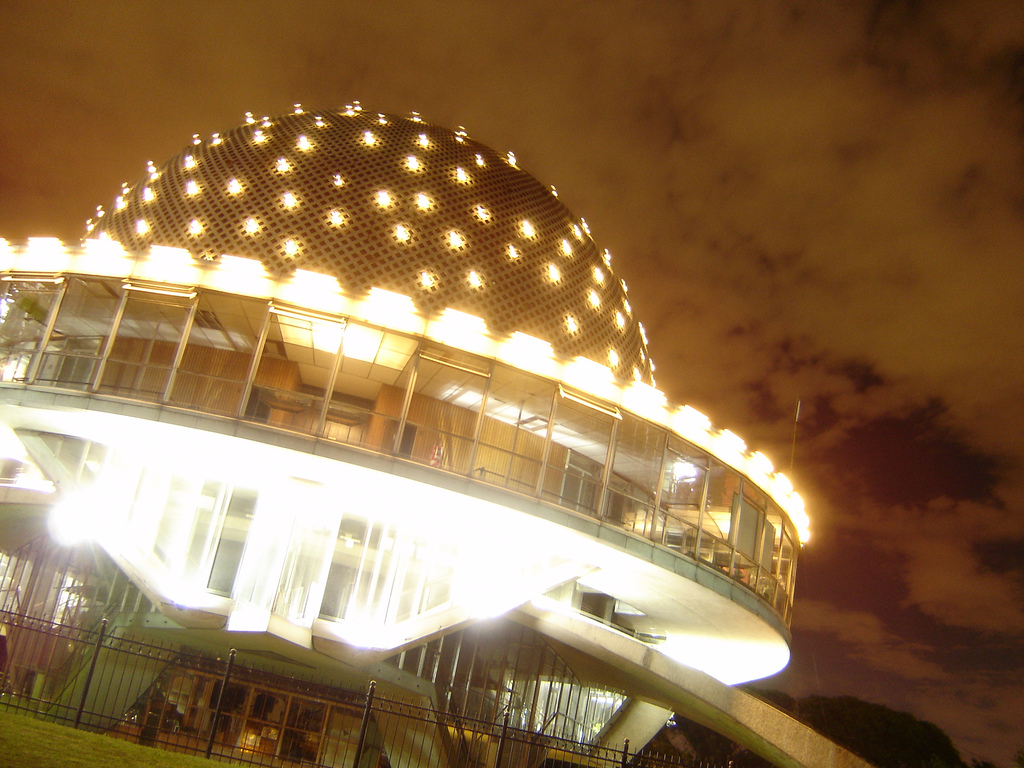
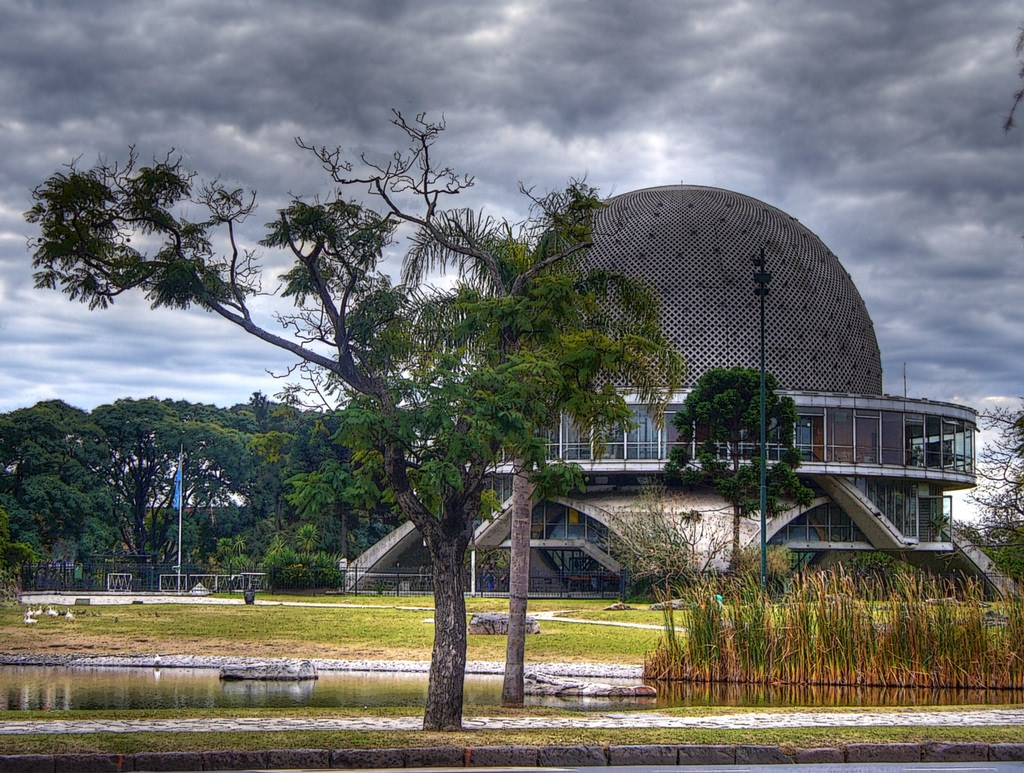
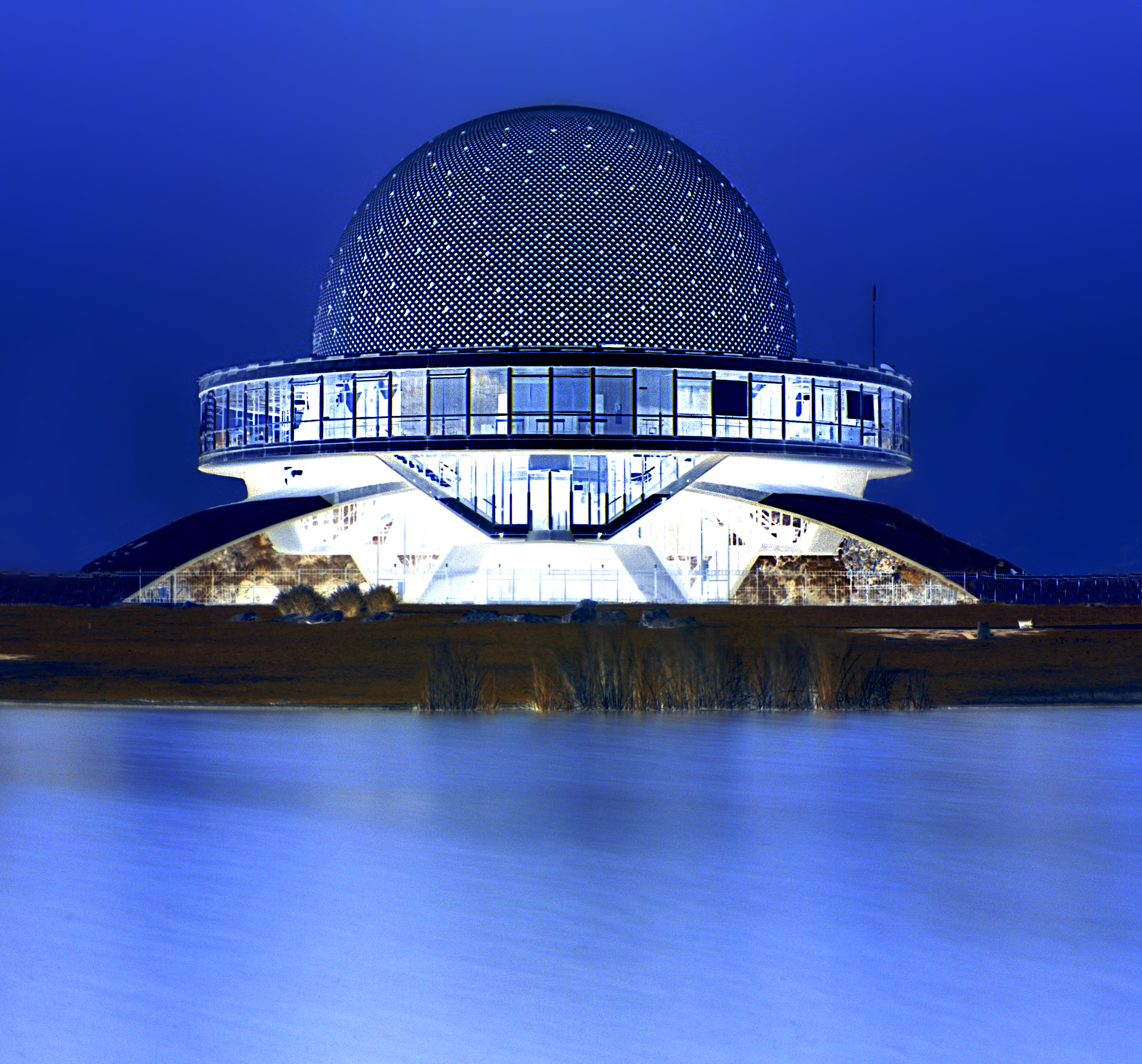
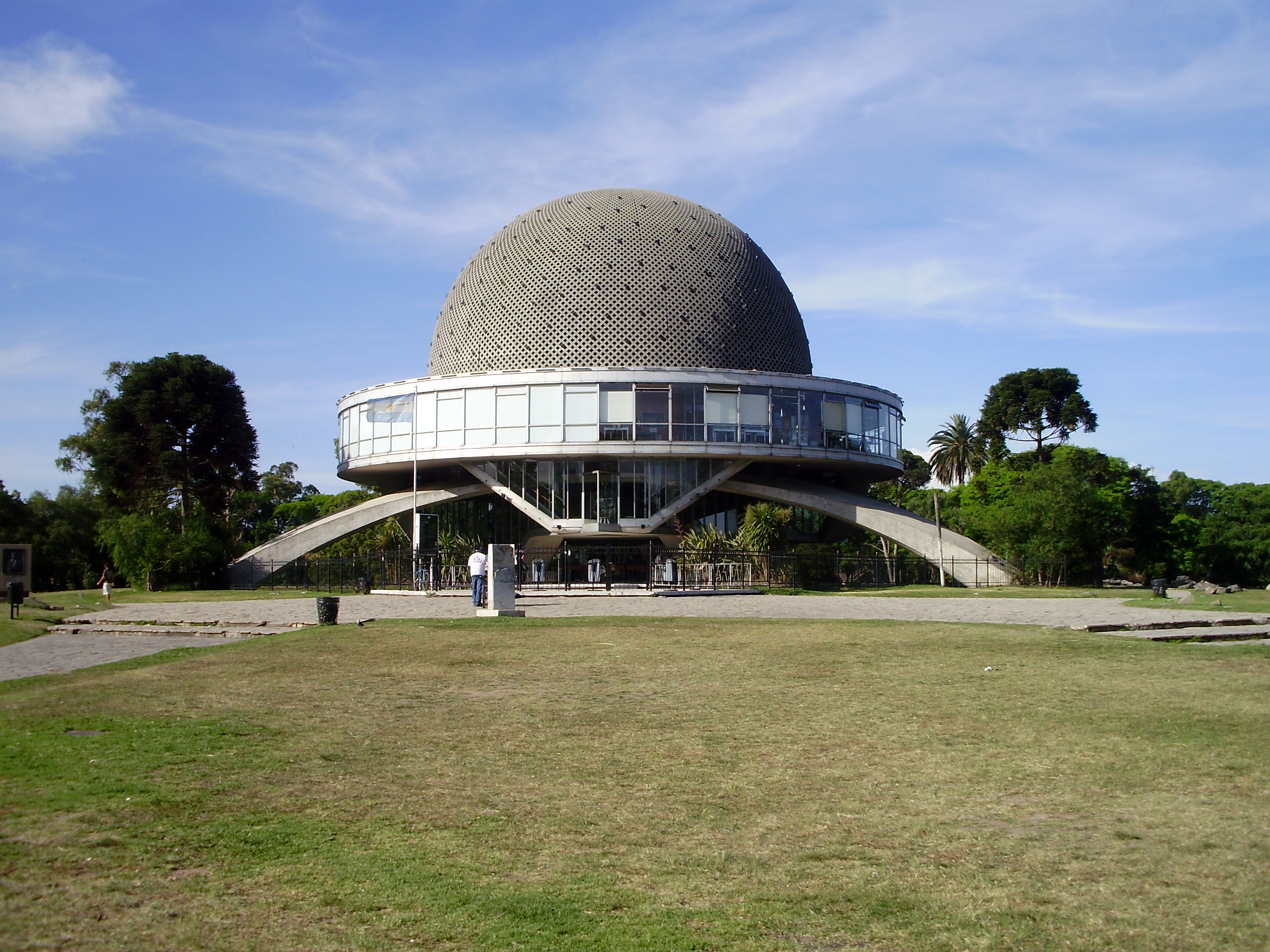